# Chanas
Chanas é uma comuna francesa na região administrativa de Auvérnia-Ródano-Alpes, no departamento de Isère. Estende-se por uma área de 11,69 km². Em 2010 a comuna tinha 2 752 habitantes (densidade: 235,4 hab./km²).